# 古巴中央银行
古巴中央银行（西班牙語：Banco Central de Cuba，缩写为BCC）是古巴共和国的中央银行。它于1997年正式成立，接管古巴国家银行（1948年成立，1950年开始运作）的多项职能。首任主席是弗朗西斯科·索伯兰·巴尔德斯，其任职到2009年；现任主席是伊尔玛·玛格丽塔·马丁内斯·卡斯特里翁。

## 组织结构
古巴中央银行由主席领导，主席为古巴部长会议（最高行政机构）成员，由古巴部长会议主席（政府总理）提名，全国人民政权代表大会（最高权力机构）同意任命。主席之下设有五位副主席分管不同工作：

- 第一副主席
- 行政副主席
- 古巴银行体系分析与战略目标副主席
- 宏观经济副主席
- 运营副主席

## 银行职能
- 发行国家货币，寻求稳定。
- 推动宏观经济平衡和经济有序发展。
- 保管国家外汇储备。
- 为实现国家经济目标制定和实施货币政策。
- 确保境内外支付的正常运行。
- 执行强制性规定。
- 确保境内设立的金融机构及其代表机构和任何可信组织依法履行法律法规。